# دهستان جاسک
دهستان جاسک، یکی از دهستان‌های بخش مرکزی شهرستان جاسک در استان هرمزگان ایران است. مرکز این دهستان، روستای جاسک کهنه است.

## جمعیت
بر پایه سرشماری عمومی نفوس و مسکن در سال ۱۳۹۵، جمعیت دهستان جاسک برابر با ۸٬۳۸۲ نفر بوده‌است.